# Antiintel·lectualisme
L'antiintel·lectualisme és una posició filosòfica que critica la intel·ligència pura com eina suprema de coneixement, i vol rehabilitar el paper de la sensibilitat, la imaginació o la intuïció sigui al context polític, religiós, artístic o científic.
És una posició pròpia del pessimisme i de l'escepticisme filosòfic. El pragmatisme és una forma d'antiintel·lectualisme al sentit que dona prioritat al coneixement de les conseqüències pràctiques dels actes que en una suposada comprensió fonamental de les coses. Tot i tenir arrels més llunyans, el moviment comença al segle xix, com una crítica a savis i filòsofs acadèmics, els escrits dels quals els anti-intel·lectualistes consideraven estèrils, massa allunyats de la cultura de masses i socialment irrelevants. Emil Cioran, Francesc Matheu, Georges Duhamel, Schopenhauer, Otto Weininger, Peter Wessel Zapffe i Réjean Ducharme són exponents d'aquest moviment en la seva forma filosòfica.
Si una crítica contra certs intel·lectuals per les seves teories de vegades lluny de la realitat pot justificar-se, en les seves conseqüències extremes l'antiintel·lectualisme pot conduir a moviments populistes agressius amb símptomes com atacs mortals contra intel·lectuals i la crema del símbol per excel·lència de la intel·ligència, les biblioteques, fenomen freqüent en dictadures i teocràcies. Quan científics des de la fi de l'edat mitjana van començar a posar en dubte l'ensenyament secular de l'església la inquisició va servir-se entre d'altres de l'antiintel·lectualisme popular per lluitar contra le pèrdua del seu poder. S'arriba a un antiintel·lectualisme demagògic, una mena d'elogi de la ignorància.
Durant la Guerra Civil Espanyola el general insurrecte José Millán-Astray y Terreros (1879-1954) és conegut per haver cridat a la universitat de Salamanca «Muera la inteligencia, viva la muerte» al qual l'intel·lectual Miguel de Unamuno y Jugo (1864-1936) va respondre: «Venceréis, porque tenéis sobrada fuerza bruta. Pero no convenceréis.» Les biblioteques incendiades pels nazisme, com la de Magnus Hirschfeld (1868-1935), les escoles destruïdes i els mestres assassinats pels talibans, el moviment nihilista dels Khmers rojos per qui portar ulleres i tenir llibres a casa era una raó suficient per ser executat i el blaverisme són uns altres exemples d'excessos d'antiintel·lectualisme. Als Estats Units, el simplisme antiintel·lectualista de l'ala dreta del Partit Republicà té tradició. Des de Joseph Mccarthy fins a Sarah Palin i Donald Trump, «l'arrogància del coneixement» ha estat sospitosa per a una part dels Estats Units al món polític, artístic i acadèmic. Al País Valencià el blaverisme es caracteritza per un populisme antiintel·lectualista: divideix la societat entre el «poble» i les «elits catalanistes».
L'antiintel·lectualisme també és la clau de volta de moltes religions i sectes: el pensar autònom s'hi considera com una amenaça contra la veritat revelada. En descorratjar la reflexió personal s'obté una eina de control social del pensament dels seus membres. Sovint una secta preconitza que posseeix un coneixement que només els iniciats poden comprendre, i que queda inaccessible a la intel·ligència normal. Dubtar de la veritat coneguda, el que forma la basi de la ciència, també a l'església catòlica és un dels sis pecats contra l'esperit sant, per als quals no hi ha cap perdó. El catecisme defineix aquest pecat com «impugnació de la veritat coneguda per pecar amb més llibertat».
És una de les característiques del moviment ultramuntanista i antimodernista. Queda una font perpètua de conflicte amb catòlics més liberals i és considerat com una de les causes de la demorança de la recerca universitària i científica al segle xix a Espanya. Al Syllabus Errorum, un addendum a la encíclica Quanta Cura, l'església va publicar un inventori de les vuitanta idees que el papa Pius IX el 1864 va vilipendiar com els majors errors de pensament dels temps moderns. Hi figuren la llibertat acadèmica i la recerca científica que no admet cap impacte directe de forces transcendents en la creació.